# Donji Varoš (Kotor-Varoš)
Donji Varoš è un vecchio insediamento nel comune di Kotor Varoš, Bosnia ed Erzegovina.
Donji Varoš comprende la parte nord-orientale dell'antica via Idriz Maslo (oggi Svetozar Miletić), fino al torrente Uzlomac (affluente di destra del Vrbanja), inclusa la moschea Varoš.

## Cronologia
La prima moschea a Donji Varoš fu fondata nel 1938 sul terreno che la famiglia Imamović donò al vakufnam. Muho Imamović ha già occupato parte della sua proprietà e l'harem della moschea, incluso il cimitero Jemme. Le forze militari e di polizia serbe (para) hanno demolito la moschea a terra, nel 1992. La demolizione ha tentato di impedire a Muho Imamović, che è stato letteralmente spazzato via dall'esplosione durante l'esplosione.
Durante la Guerra in Bosnia ed Erzegovina, tra il 1992 e il 1995, la polizia serbo-bosniaca e le forze dell'esercito distrussero i villaggi circostanti, soprattutto quelli situati a monte, lungo il Vrbanja per Kruševo Brdo, così come i villaggi Bosgnacchi e Croati situati a valle di Banja Luka, e in tutta la Bosnia centrale.. La popolazione locale è stata uccisa e la maggioranza è stata espulsa.

## Popolazione
Come unità speciale di censimento, Varoš fu elencato per la prima volta nel 1931.
| Kotor-Varoš               |            |                     |                  |       |        |
| Insediamento↓/Religione→  | Maomettani | Ortodossa orientale | Cattolici Romani | Ebrei | Totale |
| Čepak                     | 10         | 15                  | 236              | –     | 261    |
| Kotor Cattolico (Zagrađe) | –          | 7                   | 104              | –     | 111    |
| Kotor Turco               | 184        | 5                   | 20               | 209   | 418    |
| Kotorište                 | 6          | 42                  | 201              | 1     | 250    |
| Slatina su Vrbanja        | –          | –                   | 69               | –     | 69     |
| Varoš                     | 270        | 21                  | 9                | –     | 300    |
| Totale                    | 470        | 90                  | 639              | 210   | 1409   |

I famosi prodotti interni di Donji Varos sono:
- Alibegović,
- Beganović.
- Čauš,
- Čaušević,
- Hadžiselimović,
- Hozić,
- Imamović,
- Karaselimović,
- Mehmedović,
- Memišević,
- Omerkadić,
- Selman,
- Spahić,
- Šugić,
- Zaimović
 e altri